# Mandawuy Yunupingu

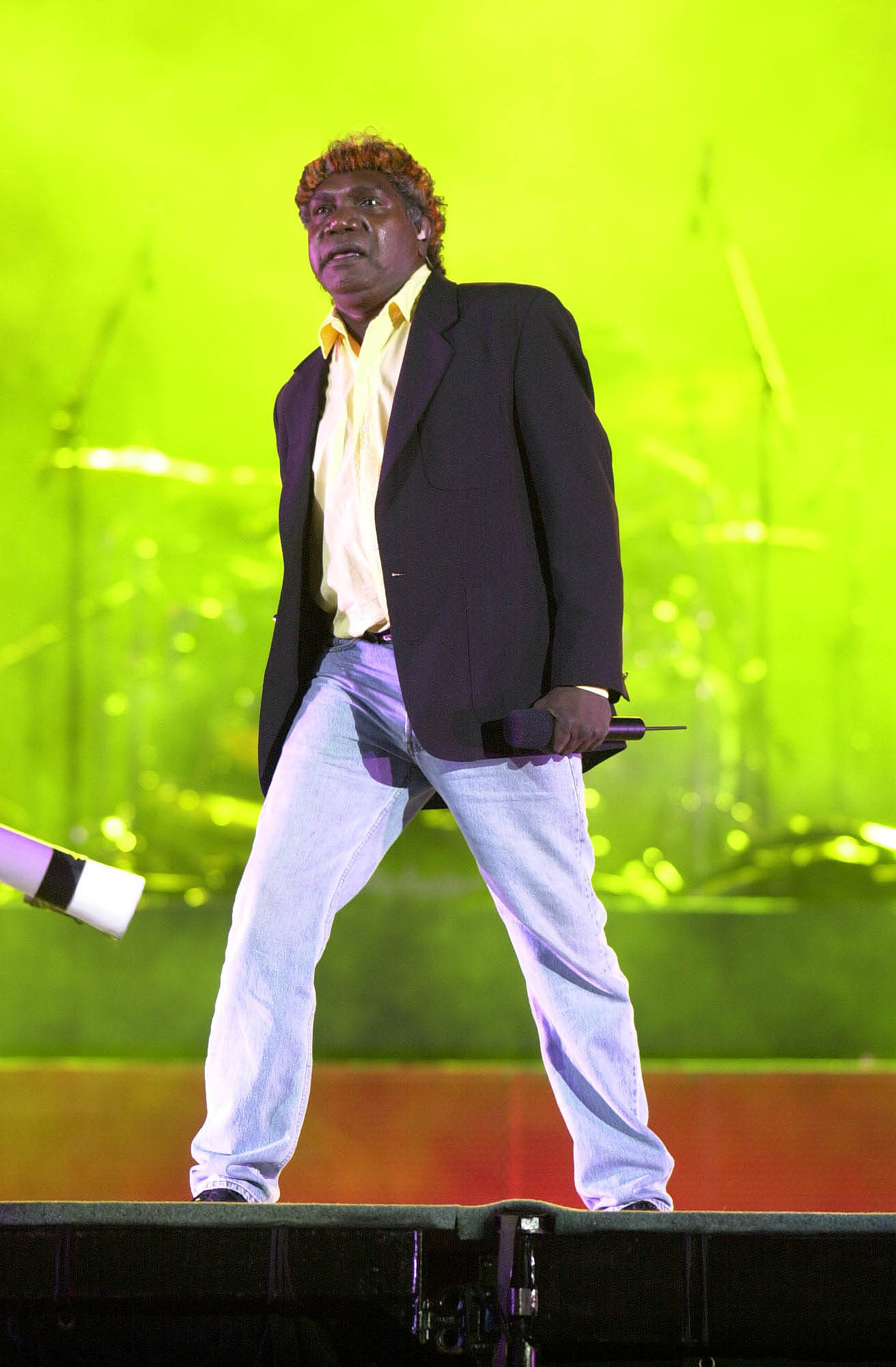
Yunupingu beim Auftritt von Yothu Yindi während der Eröffnungsfeier der Sommer-Paralympics 2000 in Sydney

Mandawuy (Djarrtjuntjun) Yunupingu, früher Gudjuk und Tom Djambayang Bakamana Yunupingu genannt, (* 17. September 1956 bei Yirrkala auf der Gove-Halbinsel, Arnhemland im Northern Territory, Australien; † 2. Juni 2013 ebenda) war ein Aborigine der Yolngu (dessen Vorname Mandawuy in der Tradition der Yolngu nach seinem Tod nicht mehr genannt wird).
Er war ein Lehrer, Sänger, Liedschreiber und Gitarrist. Darüber hinaus war er der erste Aborigine aus dem Arnhemland, der einen akademischen Titel erhielt. Ferner war er der erste indigene Schuldirektor in Australien. Seit 1986 war er der Bandleader der Aborigines-Rockgruppe Yothu Yindi und wurde im Januar 1993 zum Australier des Jahres 1992 gewählt. 1998 verlieh ihm die Queensland University of Technology den Titel Doktor h. c.

## Name
Nach seinem Tod gab die Familie bekannt, dass sein Name nicht mehr genannt werden soll, stattdessen Mr Yunupingu, Dr Yunupingu, Mr M. Yunupingu oder auch lead singer of the Yothu Yindi band und Australian of the Year 1992. Damit folgte die Familie der Sepulkralkultur-Tradition der Yolngu.
Der Name Gudjuk aus seinen jungen Jahren wurde später in Mandawuy geändert. Die Yolngu ändern den Namen, wenn ein Clanmitglied mit dem gleichen Namen gestorben ist.
Sein Vorname Mandawuy bedeutet aus Lehm. Djarrtuntjun werden die Wurzeln der Myrtenheiden-Bäume genannt, die weiter brennen und Hitze abstrahlen, auch wenn sich das Buschfeuer bereits gelegt hat. Yunupingu ist der Name für einen festen Felsen, der sich aus einem Trinkwasser- in ein Salzwassergebiet bewegte und dort tief in der Erde steht. Gudjuk ist ein Feuerdrachen.

## Familie
Sein Vater Munggurrawuy Yunupingu war ein Künstler und Elder der Gumatj. Sein Vater ist in Australien bekannt, weil er aktiv gegen den Bau der Gove-Bauxitmine kämpfte. Dieses Bergwerk wurde ohne jegliche Konsultation der traditionellen Landeigentümer auf der Gove-Halbinsel errichtet. Die Petition dagegen wurde von den Yolgnu im australischen Parlament zweisprachig auf einer Baumrinde eingereicht, der sogenannten Yirrkala Bark Petition.
Seine Mutter Makurrng war ein Mitglied des Clans der Galpu. Seine älteste Schwester Gulumbu Yunupingu war eine Künstlerin und Heilerin und die Künstlerinnen Nyapanyapa und Barrupu sind zwei weitere Schwestern. Sein ältester Bruder ist Galarrwuy Yunupingu, ein Senior Elder, Musiker und Aktivist der Landrechtsbewegung der indigenen Bevölkerung Australiens, der 1978 zum Australier des Jahres gewählt wurde. Sein Neffe Geoffrey Gurrumul Yunupingu wurde als Musiker weltweit bekannt.
Yunupingu lebte in seiner Familie mit fünf Töchtern und seiner Frau Gatjilayngu Maymuru (Yalmay) vom Clan der Rirritjingu.

## Frühes Leben
Aus seiner Kindheit und Jugend ist wenig bekannt. Nach seinen Angaben wurde Yunupingu auf einem von Gras bewachsenen Hügel in einem Königs-Eukalyptus-Wald geboren, nahe einem Fluss bei Yirrkala. Sein Vater schickte ihn zur Yirrkala Methodist Mission, die in Yirrkala eine Sonntagsschule unterhielt. Dort wurde er christlich unterrichtet. Er gab in einem Interview bekannt, dass er die biblische Geschichte von David und Goliath besonders mochte.

## Politiker
Yunupingu setzte sich für die Aussöhnung von Aborigines und weißen Australiern ein. Hierfür wurde er zum Australier des Jahres 1992 gewählt. In der Begründung zur Preisverleihung wurde sein Auftritt in New York mit dem Lied Treaty im United Nations International Year of the World’s Indigenous People besonders gewürdigt.
1990 gründete er als Bandleader die Yothu Yindi Foundation, die das Ziel verfolgt die Kultur und Interessen des Aboriginestamms der Yolngu zu erhalten, zu fördern und weltweit bekannt zu machen. Ein wesentlicher Bestandteil der Arbeit der Foundation ist das Garma-Kulturfestival, das seit 1999 jährlich im August des jeweiligen Jahres bei Nhulunbuy stattfindet und von ihr veranstaltet wird.

## Berufliche Laufbahn

### Lehrer
Yunupingu publizierte in den 1980er Jahren Aufsätze, in denen er ein eigenständiges Schulmodell für Aborigineskinder entwickelte, das als Both Ways (beide Wege) bekannt geworden ist. In diesen Schriften versuchte er die Traditionen und das kulturelle Leben der Aborigines mit westlichen Unterrichtsmethoden in Einklang zu bringen. Er entwickelte ein spezielles Curriculum wie auch eine entsprechende Lehrerfortbildung.
1988 war er der erste Aborigine aus dem Arnhemland, der an der Deakin University mit einem Bachelor of Arts für Pädagogik abschloss. 1989 wurde er an der Yirrkala Community School als Assistenz-Schulleiter angestellt und 1990 zum Schulleiter ernannt. Ende 1991 trat er von diesem Posten zurück. 1998 wurde er für seine pädagogischen Leistungen von der Queensland University of Technology zum Doktor ehrenhalber ernannt.

### Musiker
Um 1985 formte Yunupingu eine Band aus Aborigines der Yolngu. 1986 öffnete sich diese gegenüber weißen Australiern; nahm sie als Mitglieder auf und die Band Youthu Yindi entstand.
In der ersten Zeit trat die Band lediglich in den Zeiten auf, in denen Yunupingu an der Hochschule keine Vorlesungen hatte. Erst 1988 ging die Band mit ihm auf Tourneen durch Australien und Nordamerika. Auf dem ersten Album Homeland Movement der Band befindet sich auch ein Lied Djapana (Sonnenuntergang-Traumzeit), das Yunupingu textete.
Nationale und internationale Anerkennung erfuhr das Lied Treaty, das im Juni 1991 veröffentlicht wurde. Darin erinnerte die Aborigines-Rockband die australische Regierung an ein Versprechen für ein Abkommen zwischen den Aborigines und den weißen Australiern. Das Lied erreichte in den ARIA Singles Charts den 11. Rang und war 20 Wochen lang unter den Top 50. Getextet wurde das Lied, das auch Anteile der Yolngu-Sprache Matha enthält, von dem australischen Musiker Paul Kelly unter Beteiligung aller indigenen Bandmitglieder, einschließlich Yunupingu.
Yunupingu brachte als Bandleader sechs Alben heraus: Homeland Movement (März 1989), Tribal Voice (Oktober 1991), Freedom (November 1993), Birrkuta - Wild Honey (November 1996), One Blood (Juni 1999), Garma (November 2000). Auf Tourneen und zu Studioaufnahmen war Yunupingu mit Yothu Yindi in zahlreichen Ländern. In Deutschland wurde er und seine Band durch ihre Zusammenarbeit mit Peter Maffay auf dessen Album Begegnungen bekannt.
Ab 2007 trat er wegen gesundheitlicher Probleme als Musiker nicht mehr öffentlich auf. 2009 hatte sich sein Zustand soweit gebessert, dass er auf der Bühne auf dem Garma Festival 2009 musizieren konnte. Es war sein letzter musikalischer Auftritt in der Öffentlichkeit.

## Nachrufe
Nach seinem Tod durch Nierenversagen im Alter von 56 Jahren gab es zahlreiche Nachrufe:
Die australische Premierministerin Julia Gillard bekundete, dass ein einmalig talentierter Musiker, ein leidenschaftlicher Anwalt der Rechte der Aborigines und ein aufrichtiger großer Freund gestorben sei. Der australische Minister for School Education Peter Garrett, der in den frühen 1980er Jahren der Bandleader von Midnight Oil war und mit Yothu Yindi kooperierte, war mit Yunupingu eng befreundet. Garrett wollte zunächst nicht glauben, dass sein Freund, ein überaus erfolgreicher Musiker und Wegbereiter gestorben sei. Der Minister für Indigenous Affairs Warren Snowdon betonte, dass Yunupingu, neben seinen Leistungen als Musiker, auch ein großer Lehrer und ein Kämpfer für das Recht auf Gesundheit der Aborigines gewesen sei. Der damalige Oppositionsführer im australischen Parlament und der seit 2013 amtierende Premierminister Tony Abbott äußerte, dass mit Yunupingu eine bedeutende Führungsfigur verloren gegangen sei. Er habe nicht nur für die Aborigines große Bedeutung gehabt, sondern auch für die gesamte Gesellschaft Australiens. Er sei früh gestorben, dies sei leider aber darüber hinaus ein großes Problem der gesamten indigenen Bevölkerung Australiens.
Zur staatlichen Gedenkveranstaltung – anlässlich des Ablebens von Dr. Yunupingu – kamen am 30. Juni 2013 der amtierende australische Premierminister Kevin Rudd mit Jenny Macklin, Ministerin für Indigenous Affairs und Minister Peter Garrett, nach Gulkula im Arnhemland. Gulkula ist der traditionelle und historisch für die Yolngu bedeutsame Platz auf dem jährlich das Garma-Kulturfestival stattfindet.